# Monodyspersyjność
Monodyspersyjność – cecha układu koloidalnego zachodząca wtedy, gdy wszystkie cząstki koloidalne rozproszone w zolu mają jednakową wielkość.
O monodyspersyjności mówi się też w kontekście polimerów, dla których oznacza ono występowanie w próbce cząsteczek o jednakowej lub niemal jednakowej masie cząsteczkowej. Inaczej można powiedzieć, że monodyspersyjne są takie polimery, których rozrzut mas cząsteczkowych jest pomijalnie mały.